# Un monde à part (film)
Pour les articles homonymes, voir Un monde à part.
Pour plus de détails, voir Fiche technique et Distribution.
Un monde à part (A World Apart) est un film britannique réalisé par Chris Menges, sorti en 1988.

## Synopsis
Le film est consacré à l'Afrique du Sud en 1963 au temps de l'apartheid, vue au travers des yeux d'une jeune fille de 13 ans dont le père, qui est journaliste a dû partir, pour des raisons politiques et dont la mère, qui est journaliste elle aussi, fait 90 jours de garde à vue à cause de son combat contre l'apartheid. Le film s'appuie sur l'une histoire vraie de la scénariste Shawn Slovo et de ses parents, Ruth First et Joe Slovo, militants communistes anti-apartheid.

## Fiche technique
- Titre : Un monde à part
- Titre original : A World Apart
- Réalisation : Chris Menges
- Scénario : Shawn Slovo
- Production : Tim Bevan, Graham Bradstreet, Sarah Radclyffe et Shawn Slovo
- Musique : Hans Zimmer
- Photographie : Peter Biziou
- Montage : Nicolas Gaster
- Décors : Brian Morris
- Costumes : Nic Ede
- Pays d'origine : Royaume-Uni
- Format : Couleurs - 1,85:1 - Dolby Digital - 35 mm
- Genre : Drame
- Durée : 112 minutes
- Date de sortie : 1988

## Distribution
- Jodhi May :  Molly Roth
- Jeroen Krabbé :  Gus Roth
- Barbara Hershey :  Diana Roth
- Nadine Chalmers :  Yvonne Abelson
- Maria Pilar :  Spanish Dance Teacher
- Kate Fitzpatrick :  June Abelson
- Tim Roth :  Harold
- Linda Mvusi :  Elsie
- David Suchet :  Muller
- Rosalie Crutchley : Mme Harris

## Distinctions
- Grand prix du Festival de Cannes en 1988
- Prix d'interprétation féminine du Festival de Cannes pour Barbara Hershey, Jodhi May et Linda Mvusi